# Perknaster fuscus
Perknaster fuscus är en sjöstjärneart som beskrevs av Percy Sladen 1889. Perknaster fuscus ingår i släktet Perknaster och familjen Ganeriidae. Utöver nominatformen finns också underarten P. f. antarcticus.